# Mijaíl Diákov
Mijaíl Diákov (1872-1959) fue un deportista ruso que compitió en ciclismo en la modalidad de pista. Ganó una medalla de plata en el Campeonato Mundial de Ciclismo en Pista de 1896, en la prueba de medio fondo.

## Medallero internacional
| Campeonato Mundial | Campeonato Mundial     | Campeonato Mundial | Campeonato Mundial |
| Año                | Lugar                  | Medalla            | Competición        |
| ------------------ | ---------------------- | ------------------ | ------------------ |
| 1896               | Copenhague (Dinamarca) | Medalla de plata   | Medio fondo (A)    |